# We Are…The League
We Are...The League je debutové album anglické punk rockové kapely Anti-Nowhere League

## Seznam skladeb
1. We Are The League 2:40
2. Animal 2:39
3. Woman 2:57
4. Can't Stand Rock 'N' Roll 1:57
5. (We Will Not) Remember You 2:00
6. Snowman 3:00
7. Streets of London 3:16
8. I Hate....People (Remix) 2:21
9. Reck-A-Nowhere 2:27
10. World War III 2:41
11. Nowhere Man 2:27
12. Let's Break The Law (Remix) 3:06
2001 Bonusové skladby:
13. So What?
14. I Hate....People (singlová verze)
15. Let's Break The Law (singlová verze)
16. Woman (singlová verze)
17. Rocker
18. For You
19. Ballad of J.J. Decay

## Sestava
- Animal: zpěv
- Magoo: kytary
- Winston: basa
- P.J.: bicí